# 1594
1594. је била проста година.

## Догађаји
- Банатски устанак је био један од три највећа устанка у српској историји и највећи устанак пре Првог српског устанка. Срби у области Баната (тада у саставу османског Темишварског пашалука) су 1594. године, током Дугог рата, започели велики устанак против турске власти. Центар устанка је био око Вршца, а његов вођа је био Теодор Несторовић, епископ Вршца. Друге две вође устанка су били бан Сава и војвода Веља Миронић.

## Рођења

### Фебруар
- 9. децембар — Густав II Адолф, шведски краљ војсковођа, војни и државни реформатор. († 1632)
- 14. децембар — Виљем Клас Хеда, холандски сликар мртвих природа и члан Харлемске школе.

## Смрти

### Јануар
- Википедија:Непознат датум — Свети свештеномученик Теодор - хришћански светитељ и епископ вршачки. Убијен од Турака.